# Matthias Zurbriggen
Matthias Zurbriggen (Saas-Fee, 15 maggio 1856 – Ginevra, 21 luglio 1917) è stato un alpinista svizzero.
Considerato uno tra i più grandi alpinisti e guide del XIX secolo, ha partecipato a molte spedizioni scalando le più alte vette della Terra, dalle Alpi all'Himalaya, in America meridionale e in Nuova Zelanda: è il primo uomo ad aver scalato l'Aconcagua (6.962 m), il monte più alto del continente americano, compiendo l'impresa nel 1897 e in solitaria.

## Biografia

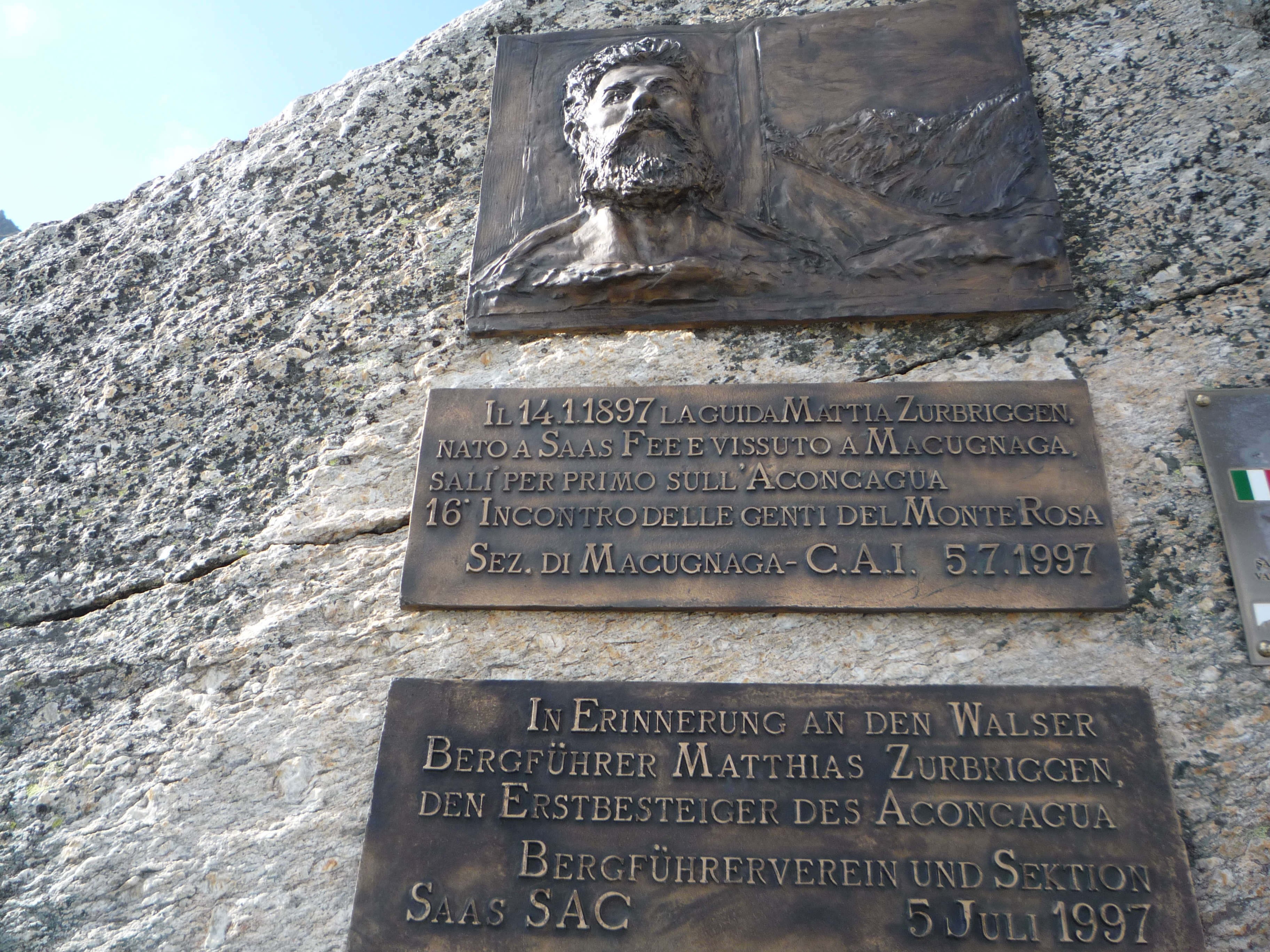
Matthias Zurbriggen, al Passo del Monte Moro, per la prima ascensione dell'Aconcagua

Sin da ragazzo presta servizio come guida alpina a Macugnaga, dove era conosciuto come il Signore della Parete Est del Monte Rosa. Costretto a occuparsi di sé stesso fin da giovane e girovagando per l'Europa, imparò diverse lingue.
William Martin Conway lo volle con sé nel Karakorum, dove conquistò il Pioneer Peak (6.790 m). Nel 1894 Zurbriggen partecipa a una spedizione in Nuova Zelanda, dove compie diverse prime salite: Monti Sefton (3.157 m), Tasman (3.498 m), Silberhorn (3.279 m) e Haidinger (3.066 m).
Tre anni più tardi si recò in Sudamerica dove fece la prima ascensione in solitaria dell'Aconcagua (6.960 m), concludendola il 14 gennaio 1897.
Nell'ultimo decennio della sua vita incontrò un periodo di declino e povertà che lo portarono al vagabondaggio. Fu ritrovato suicida, impiccato, a Ginevra nel 1917.